# Robert F. Willard

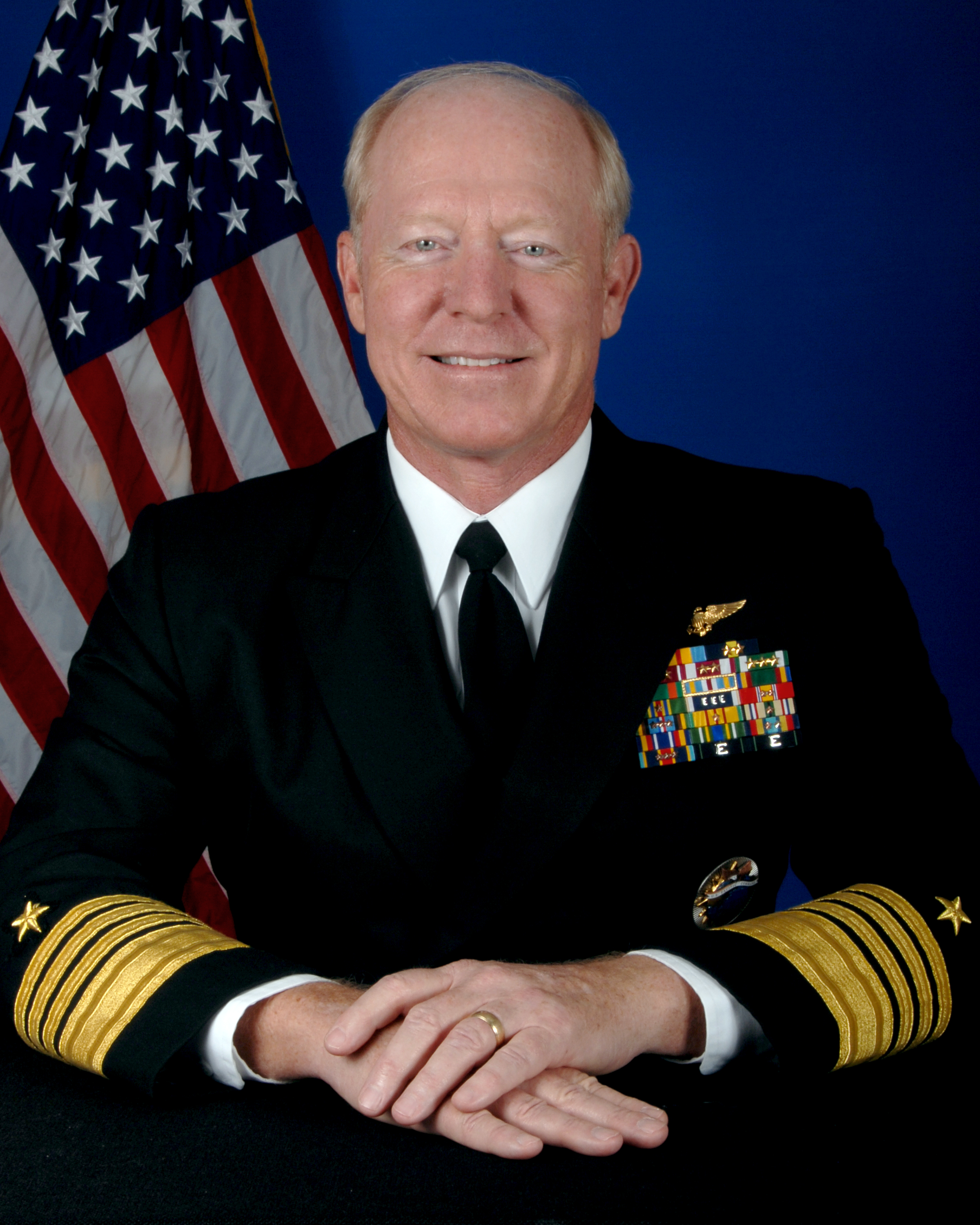
Admiral Robert F. Willard (2010)

Robert „Bob“ Frederick Willard (* 5. Dezember 1950 in Bell, Los Angeles County, Kalifornien) ist ein ehemaliger Admiral der US Navy, der zuletzt zwischen 2009 und 2012 Befehlshaber des United States Pacific Command (USPACOM) war.
In dem 1986 von Tony Scott inszenierten Actionfilm Top Gun – Sie fürchten weder Tod noch Teufel flog er die fiktive MiG 28.

## Leben

### Offizier und Stabsoffizier der US Navy
Willard absolvierte nach dem Schulbesuch ein Studium im Fach Wirtschaftsingenieurwesen an der Old Dominion University, das er mit einem Master of Science (M.Sc. Engineering Management) abschloss. Nach dem Besuch der US Naval Academy in Annapolis trat er 1973 in die US Navy ein. Im Anschluss folgten Verwendungen als Offizier der Marineflieger und Stabsoffizier in verschiedenen Marineeinheiten.
Daneben fungierte er als Lieutenant Commander zeitweise als militärischer Berater bei Filmen wie Top Gun – Sie fürchten weder Tod noch Teufel (1986) von Tony Scott mit Tom Cruise, Kelly McGillis und Anthony Edwards und Hell on the Battleground (1989) von David A. Prior mit William Smith, Fritz Matthews sowie Ted Prior. Bei Top Gun flog er die fiktive MiG 28.
Später war er Kommandant der Tripoli (LPH-10), einem amphibischen Angriffsschiff der Iwo-Jima-Klasse, und Kommandant des Flugzeugträgers Abraham Lincoln (CVN-72).

### Aufstieg zum Admiral der US Navy
Am 18. Juli 2002 wurde Vizeadmiral Willard Nachfolger von Vizeadmiral James W. Metzger als Befehlshaber der für den westlichen Pazifik und den Indischen Ozean zuständigen 7. Flotte und bekleidete diesen Posten bis zum 6. August 2004 und seiner darauf folgenden Ablösung durch Vizeadmiral Jonathan W. Greenert. Am 18. März 2005 löste er John B. Nathman als Vice Chief of Naval Operations ab und war damit bis zu seiner Ablösung durch Patrick M. Walsh im April 2007 stellvertretender Kommandeur der Marineoperationen und der zweithöchste Offizier der US Navy.
Am 8. Mai 2007 wurde Admiral Willard Nachfolger von Admiral Gary Roughead als Oberkommandierender der US Pacific Fleet (COMPACFLT), die als Teil der US Navy in Pearl Harbor stationiert ist und die 3. Flotte für den zentralen und östlichen Pazifik und 7. US-Flotte für den westlichen Pazifik und Indischen Ozean umfasst. Die Funktion als COMPACFLT übte er bis zum 25. September 2009 aus und wurde dann erneut von Admiral Patrick M. Walsh abgelöst.
Zuletzt wurde Willard am 19. Oktober 2009 als Nachfolger von Admiral Timothy J. Keating Oberbefehlshaber des US Pacific Command, eines von sechs teilstreitkräfteübergreifenden Regionalkommandos der US-Streitkräfte und zuständig für den pazifischen und südostasiatischen Raum. Seine Ehefrau Donna Willard war 2010 Taufpatin des Atom-U-Bootes USS California (SSN-781). Am 9. März 2012 übergab er dieses Oberkommando an Admiral Samuel J. Locklear und ging in den Ruhestand.
Für seine rund vierzigjährigen militärischen Verdienste wurde Willard mehrfach ausgezeichnet und erhielt unter anderem die Defense Distinguished Service Medal, Legion of Merit, Meritorious Service Medal, Navy Achievement Medal, Navy Commendation Medal sowie die Navy Distinguished Service Medal.
Nach seinem Ausscheiden aus dem aktiven Militärdienst wurde er am 9. März 2012 Nachfolger von Admiral James O. Ellis als Präsident und Chief Executive Officer (CEO) des Institute of Nuclear Power Operations.